# Juhász Lajos (labdarúgó)
Juhász Lajos (Budapest, 1906. február 12. – 1981. október 17.) válogatott labdarúgó, kapus.

## Pályafutása

### Klubcsapatban
Az 1929–30-as idényben egy mérkőzésen lépett pályára az Újpest színeiben és ezzel a bajnokcsapat tagja lett. Ezt követően a Phőbus FC labdarúgója volt. Megbízható, rugalmas kapus volt, aki jó átlagteljesítményre volt képes.

### A válogatottban
1934-ben egy alkalommal szerepelt a magyar labdarúgó-válogatottban.

## Sikerei, díjai
- Magyar bajnokság
  - bajnok: 1929–30

## Statisztika

### Mérkőzése a válogatottban
| Magyarország | Magyarország      | Magyarország                    | Magyarország | Magyarország | Magyarország | Magyarország | Magyarország | Magyarország |
| #            | Dátum             | Helyszín                        | Hazai        | Eredmény     | Vendég       | Kiírás       | Gólok        | Esemény      |
| ------------ | ----------------- | ------------------------------- | ------------ | ------------ | ------------ | ------------ | ------------ | ------------ |
| 1.           | 1934. április 29. | Budapest, Hungária körúti pálya | Magyarország | 4 – 1        | Bulgária     | vb-selejtező | -            | 63'          |
|              | Összesen          |                                 |              | 1            | mérkőzés     |              | 0            | gól          |